# Driezum
Driezum (en néerlandais : Driesum) est un village de la commune néerlandaise de Dantumadiel, dans la province de Frise.

## Géographie
Le village est situé dans le nord de la Frise, à 4 km au sud-est de Dokkum.

## Démographie
Le 1er janvier 2018, le village comptait 970 habitants.

## Personnalités
- Jannes van der Wal (1956-1996), joueur de dames et champion du monde en 1982.